# Grandfontaine (Bas-Rhin)
Grandfontaine (deutsch Michelbrunn) ist eine französische Gemeinde mit 384 Einwohnern (Stand 1. Januar 2021) im Département Bas-Rhin in der Region Grand Est (bis 2015 Elsass). Sie gehört zum Arrondissement Molsheim und zum Gemeindeverband Vallée de la Bruche. Im örtlichen Elsässerdeutsch wird die Ortschaft „Grossbrunn“ genannt.

## Geografie
Die Gemeinde Grandfontaine liegt westnordwestlich von Schirmeck in den Vogesen und grenzt im Norden an das Département Moselle und im Westen an die Départements Vosges und Meurthe-et-Moselle. Im Osten und Südosten hat die Gemeinde gemeinsame Grenzen mit den Gemeinden Wisches, Schirmeck und La Broque. Grandfontaine ist mit fast 40 km² eine der großen Vogesengemeinden und umfasst neben der Hauptsiedlung auch die Weiler und Einzelhöfe Haut-Fourneau (Schmelz), Le Pâquis (Pakishof), Les Minières (Minental), Framont, Haut-Donon, Bas-Donon und Vindeck (Windeck). Die höchste Erhebung ist der Donon (Hohe Donne) mit 1008 m, gefolgt vom Tête des Blanches Roches (Weißfelsen) amit916 m, dem Corbeille (Frohnberg) auf 899 m, der Maxe (Maxhöhe) auf 863 m, dem Rond Perthuis (Rundloch) auf 849 m, dem Tête Mathis (Mathiskopf) auf 838 m, der Côte de l´Eglise (Kirchberg) auf 789 und dem Haut de la Charaille auf 758 m.
Die Gemeinden Raon-sur-Plaine und Raon-lès-Leau fordern von Grandfontaine immer noch ein ca. 1700 Hektar großes Waldgebiet zurück, das auf Betreiben Bismarcks 1871 Deutschland zugeschlagen worden war, um den strategisch wichtigen Donon kontrollieren zu können.
Durch den Ort verläuft die kurvenreiche Departementsstraße D 392, die Schirmeck mit dem Col du Donon verbindet und bereits mehrfach eine Teilstrecke der Tour de France war.

## Bevölkerungsentwicklung
| Jahr      | 1962 | 1968 | 1975 | 1982 | 1990 | 1999 | 2006 | 2012 | 2021 |
| Einwohner | 351  | 386  | 408  | 361  | 351  | 369  | 383  | 431  | 384  |

## Sehenswürdigkeiten

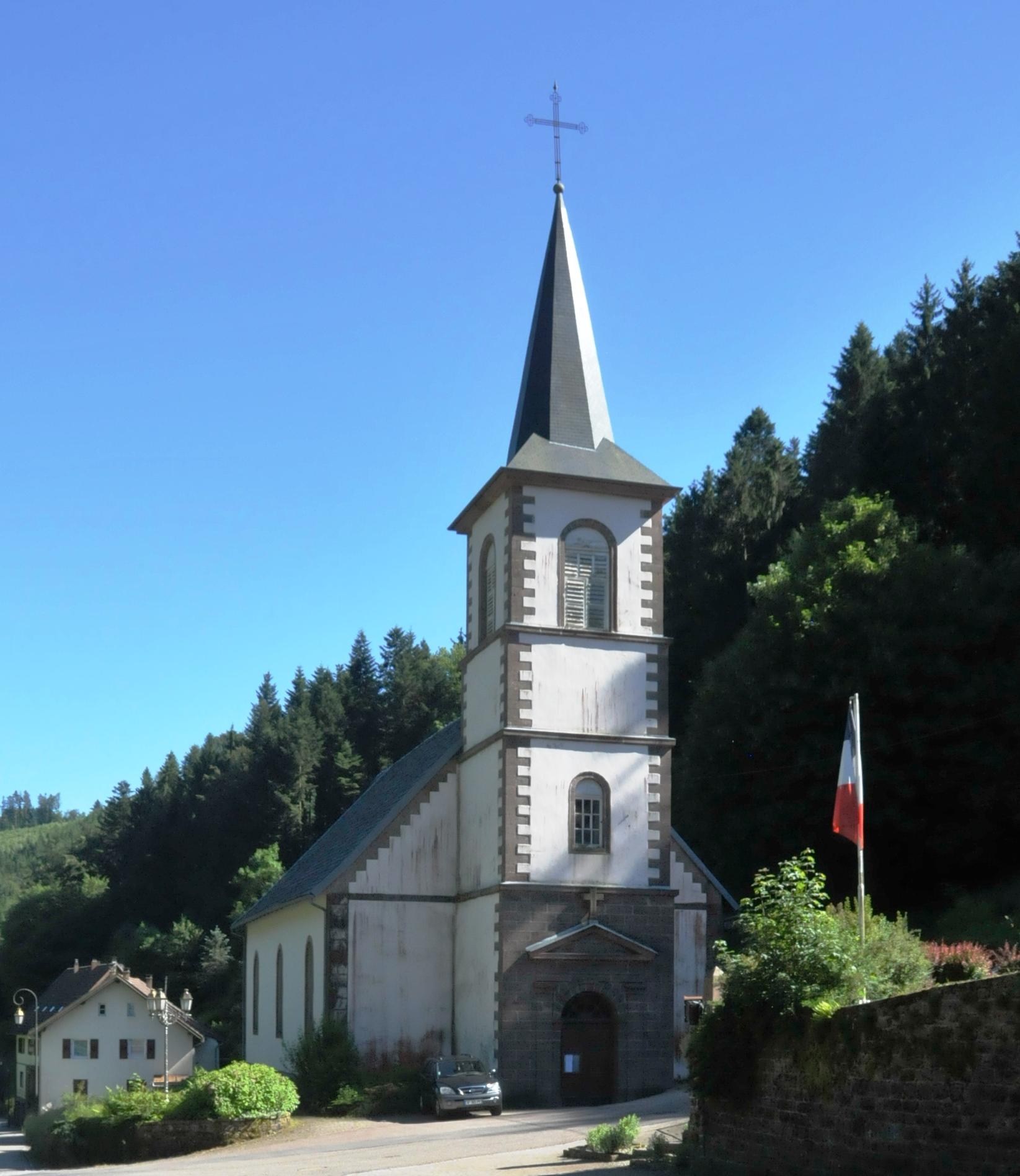
Kirche St. Jakobus der Ältere
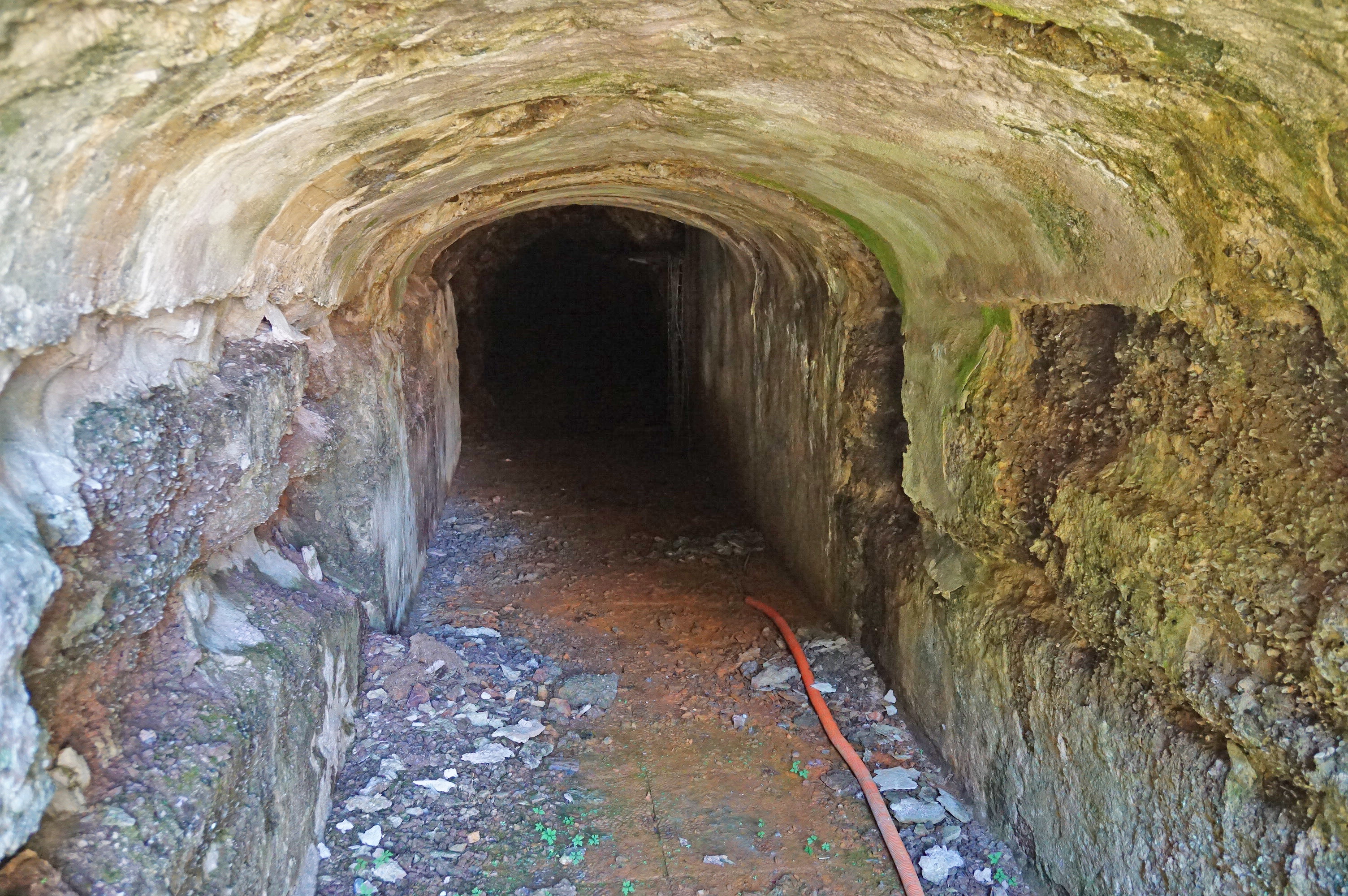
Eingang zur ehemaligen Eisenmine
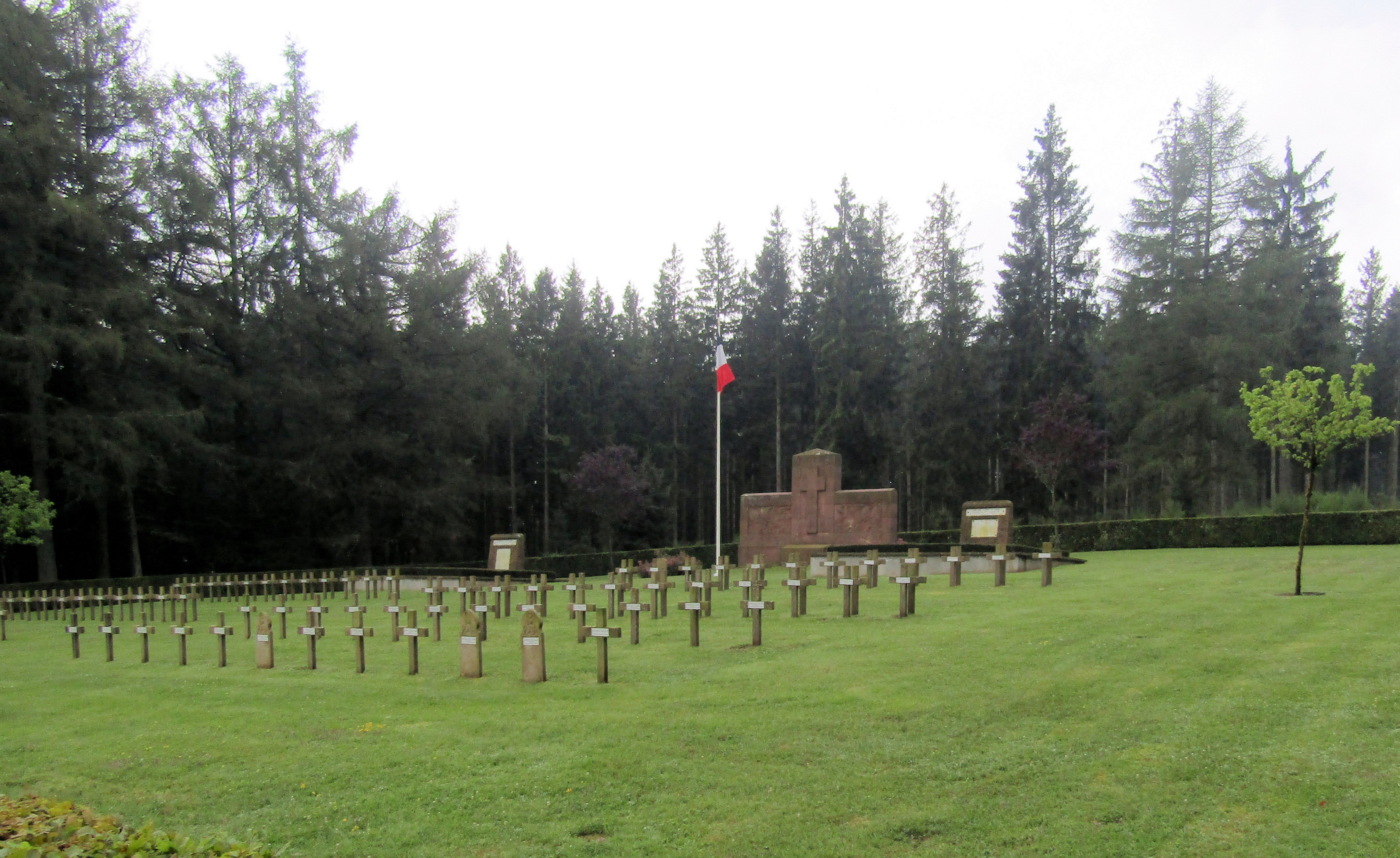
Nationale Kriegsgräberstätte (Nécropole nationale du Donon)
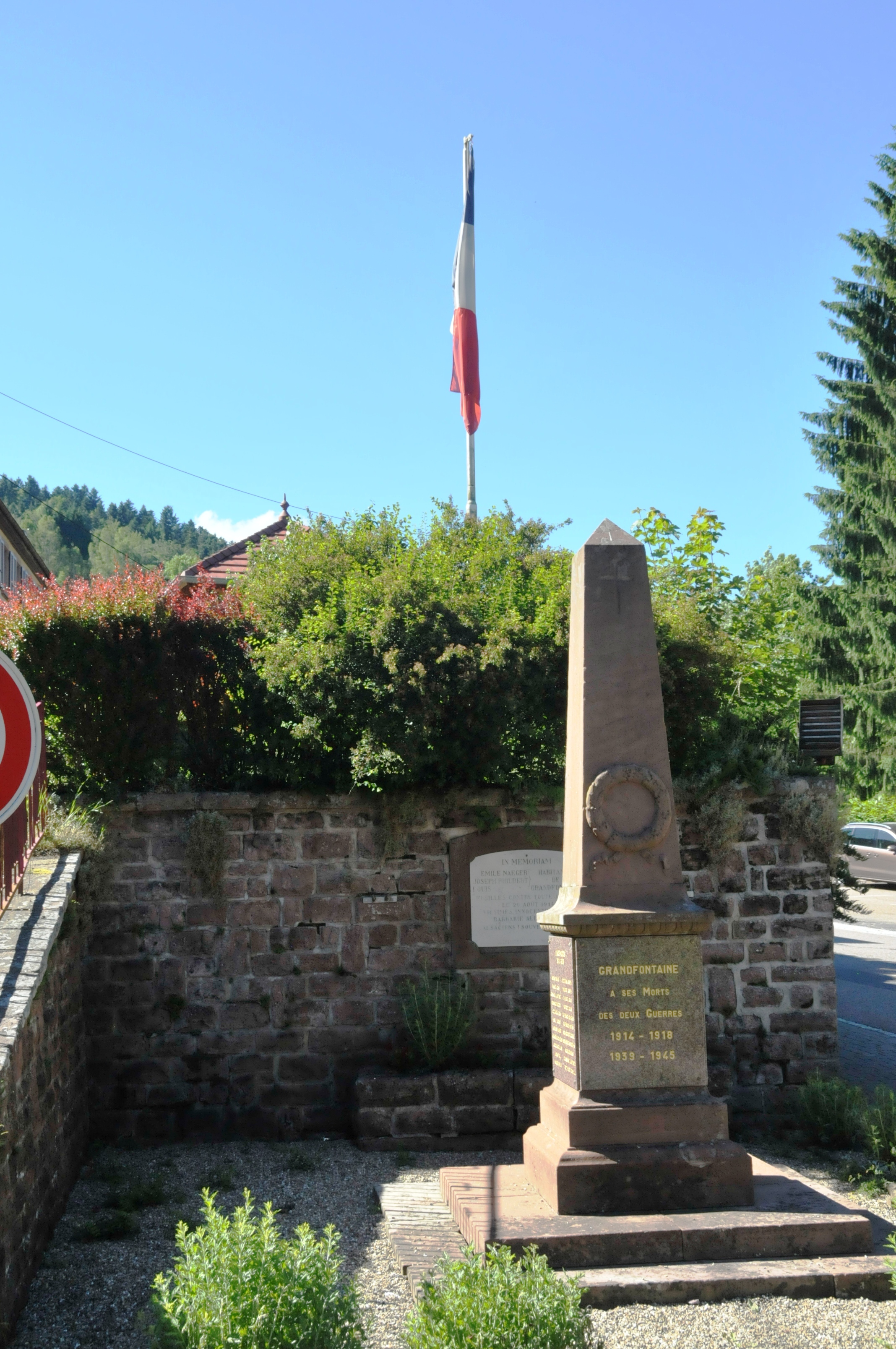
Gefallenendenkmal

- ehemalige Eisenmine
- Soldatenfriedhof

- Kirche St. Jakobus der Ältere
- Eingang zur ehemaligen Eisenmine
- Nationale Kriegsgräberstätte (Nécropole nationale du Donon)
- Gefallenendenkmal